# Philippe Mion
Pour les articles homonymes, voir Mion.
Philippe Mion (1er janvier 1956, Tournan-en-Brie, France) est un compositeur de musique électroacoustique résidant à Paris, France. 

## Eléments biographiques
Né en 1956, Philippe Mion est, enfant, choriste et guitariste. En 1974, il laisse ses études scientifiques et opte pour la musique, en poursuivant des études musicales au Conservatoire national supérieur de musique de Paris, où il est prix de composition, en 1977), puis des études  de musicologie à la Sorbonne
Tout d'abord stagiaire et membre occasionnel 
, il devint un collaborateur permanent du Groupe de recherches musicales de 1977 à 1989. Il est également producteur à Radio France de 1979 à 1982, et interprète d'oeuvres acousmatiques. Il reste attaché aux idées particulières sur la recherche musicale, et à l'expérimentation musicale héritée de la musique concrète. Il a composé de la musique pour ballet, de la musique sur support, de la musique mixte, et des œuvres pour instruments ou pour des ensembles de live electronic.

## Discographie
- Si c'était du jour (Ina-GRM, INA C 1020, 2002)
- Léone avec Philippe Minyana (empreintes DIGITALes, IMED 9632, 1996)
- Confidence (Cinéma pour l'oreille, MKCD 017, 1995)
- Tissé par mille, avec Camille Laurens, Gallimard, coll. A voix haute, 2008
- 2013 Je Joue Pour Faire De La Fumée 2013 - L'Image Econduite 83-84 87[3] chez INA Eole Records[4]

## Liste d'œuvres
- 1980 - Soupçon-délice
- 1984 - L'Image éconduite (d'après Apparitions-Disparitions d'Henri Michaux)
- 1985 - Statue
- 1993 - Léone (opéra : 6 chanteurs solistes et partie électroacoustique)[5]
- 1994-1995 - Confidence
- 1997 - Des jambes de femmes tout le temps
- 1999 - Si c'était du jour...